# Ordália do pão
Na lei anglo-saxônica, a ordália do pão (corsned, OE cor, "julgamento, investigação", + snǽd, "pedaço, pedaço"; latim panis conjuratus),  era um tipo de julgamento por provação (ordália) que consistia em um suspeito comer um pedaço de pão de cevada e queijo totalizando cerca de trinta gramas de peso e consagrado com uma forma de exorcismo como prova de sua inocência. Se fosse culpado, supunha-se que o pão causaria convulsões e palidez e causaria asfixia. Se fosse inocente, acreditava-se que a pessoa poderia engoli-lo livremente e o pão se transformaria em alimento.  O prazo data de antes de 1000 d.C.; as leis de Etelredo II fazem referência a esta prática."   As leis eclesiásticas de Canuto, o Grande, também mencionam a prática.  Segundo Isaac D'Israeli, o pão era de cevada sem fermento e o queijo era feito de leite de ovelha no mês de maio.  Escritores como Richard Burn e John Lingard consideraram-na uma imitação da " água do ciúme" usada na provação prescrita em Números 5:11-31 para casos de ciúme .  

## Detalhes
Nesta provação, o sacerdote deve escrever a oração do Pai Nosso no pão, do qual pesou dez unidades de uma medida (pennyweight), e o mesmo fez com o queijo. Sob o pé direito do acusado, deve colocar uma cruz de madeira choupo) e, lançar outra cruz sobre a cabeça do homem. Deve colocar o pão e o queijo na boca do acusado no mesmo momento e, ao fazê-lo, recitar: 

Eu conjuro-te, ó homem, pelo Pai, pelo Filho e pelo Espírito Santo, e pelos vinte e quatro anciãos, que diariamente entoam louvores diante de Deus, e pelos doze patriarcas, os doze profetas, os doze apóstolos, os evangelistas, mártires, confessores e virgens, por todos os santos e por nosso Redentor, nosso Senhor Jesus Cristo, que por nossa salvação e por nossos pecados sofreu Suas mãos serem afixadas à cruz; que, se tu foste cúmplice neste roubo ou soubeste dele, ou tiveste qualquer culpa, que o pão e o queijo não passem pela tua goela e garganta, mas que tu tremas como uma folha de álamo, Amém; e não tenhas descanso, ó homem, até vomitá-los com sangue, se cometeste qualquer coisa relacionada ao referido roubo. Por Aquele que vive.— 
A seguinte oração e exorcismo também foram usados e ordenados a serem repetidos três vezes:

Santo Pai, Deus onipotente e eterno, criador de todas as coisas visíveis e de todas as coisas espirituais, que observas os lugares secretos e conheces todas as coisas, que sondas os corações dos homens e governas como Deus, eu te rogo, ouve as palavras da minha oração; que, quem quer que tenha cometido ou realizado ou consentido a esse roubo, que o pão e o queijo não possam passar por sua garganta.

Eu te exorcizo, dragão imundo, serpente antiga, noite escura, pela palavra da verdade e pelo sinal da luz, por nosso Senhor Jesus Cristo, o Cordeiro imaculado gerado pelo Altíssimo, concebido pelo Espírito Santo, nascido da Virgem Maria—cuja vinda o arcanjo Gabriel anunciou; ao vê-lo, João clamou: Este é o Filho de Deus vivo e verdadeiro—que de maneira nenhuma permitas que esse homem coma este pão e queijo, se ele cometeu este roubo ou consentiu com ele ou o aconselhou. Conjurado por Aquele que há de vir para julgar os vivos e os mortos, fecha sua garganta com uma faixa—mas não até a morte.— 
O historiador jurídico Richard Burn acreditava que o pão enlatado pode ter sido originalmente o próprio pão sacramental (hóstia), mas que mais tarde, os bispos e o clero não permitiriam mais o pão da comunhão para fins tão supersticiosos; concederiam, no entanto, ao povo o uso do mesmo rito judicial, ao comer alguns outros pedaços de pão, abençoados ou amaldiçoados para os mesmos usos, mas não o mesmo pão sacramental. 
Afirma-se que esta provação foi preservada especificamente para o clero.  Por outro lado, diz-se que Godwin, conde de Wessex, morreu desta maneira em 1053, enquanto negava ter qualquer papel na morte do irmão do rei Eduardo, o Confessor, Alfredo, em 1036.   Todavia, a principal fonte contemporânea para esta informação é são as Crônicas de Croyland, atribuído a Ingulph (falecido em 1109), que seria um documento posteriormente falsificado.   A prática já foi gradualmente abolida.  Du Cange observou que a expressão “Que este pedaço de pão me sufoque!” vem desse costume.  Outras frases comuns da mesma origem incluem “Vou tomar o sacramento sobre ele!” e "Que este pedaço seja o meu último!" 